# 汉诺

漢諾的探險

航海家汉诺（布匿语：𐤇𐤍𐤀‬ ，羅馬化：Annōn ）是一個約公元前五到六世紀的迦太基探險家，聞名於他沿非洲西海岸的海上探索，然而只有希臘版的漢諾手記記載了他的旅程。今人研究其航綫，認為他可能曾到達加蓬。航海家漢諾可能生於約公元前570年，卒於約公元前450年，虽然一些古典主义者认为他的生卒年不会比公元前633年和公元前530年更近。

## 遠征
迦太基曾任命漢諾率領約有六十艘船的艦隊在非洲西北海岸探險與殖民。他駛過直布羅陀海峽，沿海今日摩洛哥的非洲海岸建立或重建了七個殖民地，並沿著非洲大西洋海岸探索更遠。一路上漢諾遇到了各地土著並受到他們歡迎。

## 毛人
在漢諾旅途終站，他發現了一個人口眾多的島嶼，他描述島民野蠻而多毛，雖然嘗試捕獲當地男人但失敗並以帶走三個女人告終，然而她們兇猛得漢諾不得不殺死她們，只能將人皮帶回迦太基。這些人皮在漢諾返家後存於朱諾神廟（塔尼特或阿斯塔蒂）。據老普林尼所說，這些人皮倖存直到羅馬人毁城，在漢諾遠征三百五十年後仍完好。跟隨漢諾旅行的口譯員稱這些人為Gorillai。十九世紀美國醫師兼傳教士托马斯·S·萨维奇與博物學家杰弗里·怀曼初次描述大猩猩時採用了衍生自上述蠻族的單詞gorillas。
在其最深處的陷坑類似我們之前描述過的島嶼，裏面像是個湖中島。島民都很野蠻，陰盛陽衰，皮膚粗糙：我們將之稱為Gorillae。我們試圖帶走一些男人但是失敗，他們都輕易逃到懸崖頂，然後向我們擲石；我們帶走了三個女人，但她們一直兇狠反抗，對捕捉人又撕又咬，我們迫不得已殺死了她們，剝下人皮帶回迦太基；我們的糧食不夠繼續下去了。
《漢諾手記》

## 古代作家的文獻
希羅多德、老普林尼與阿里安的文獻
希羅多德的文獻
古希臘史家希羅多德可能曾就漢諾原報告寫出以下故事：
迦太基人告訴我們，他們曾與越過赫拉克勒斯之柱生活在利比亞一部份的人交易。抵達此國後，他們先在海灘上將卸下的貨物整齊放好再回到船上點煙。見煙的土著會在地上放下一定數量的黃金來換取貨物，然後離開一段距離。迦太基人再次上岸，如果他們覺得價格合宜便會拿走黃金離開，否則就會回船等待土著加碼，直到雙方滿意為止。雙方都十分誠實，迦太基人在認為價格足夠前從來不碰黃金，而土著在黃金被帶走前也不會觸碰貨物。
－－希羅多德
阿里安的文獻
阿里安曾在其亞歷山大遠征第八卷末提到漢諾遠征：
此外，利比亞人漢諾曾由迦太基出發越過赫拉克勒斯之柱來到外海，再由利比亞的碼頭一直向東航行了三十五日。此間他陷於無盡艱困、淡水匱乏、酷熱、還有流入大海的火熱溪流。
－－阿里安
老普林尼的文獻
據老普林尼言，漢諾在同為迦太基航海家的希彌歌探索歐洲大西洋海岸時開展旅程。老普林尼寫道他由加的斯到阿拉伯環非洲繞圈。

## 延伸阅读
- Bunbury, Edward Herbert. . London: Murray. 1879.
- Carpenter, Rhys. . New York: Delacorte Press. 1966.
- Cary, Max; Warmington, E.H. . Baltimore: Penguin Books. 1963.
- Hyde, Walter Woodburn. . New York: Oxford University Press. 1947.
- Kaeppel, Carl. . New York: Melbourne University Press. 1936.
- Oikonomides, Al. N.; M.C.J. Miller.  3rd. Chicago: Ares Publishers. 1995. ISBN 0-89005-180-1.
- Thomson, J.O. . Cambridge: Cambridge University Press. 1965.

## 脚注
1. ↑  . Logeion. University of Chicago.   [October 29, 2020]. （原始内容存档于November 2, 2020）.